# Melloa incerta
Melloa incerta is een hooiwagen uit de familie Gonyleptidae.